# 森山一人
森山 一人（もりやま かずと、1973年12月19日 - ）は、島根県大田市出身の元プロ野球選手（外野手）、指導者、監督。

## 経歴

### 現役時代
邇摩高ではエースで2年秋に県大会優勝すると中国大会では岡山・山陽高を相手に2投手で延長16回を戦ってサヨナラ勝ち、3年次の1991年にエースとして春の選抜に出場。
1991年のプロ野球ドラフト会議で近鉄バファローズから6位指名を受け入団。高卒の同期入団に中村紀洋がおり、自主トレも共に行ったことがある。
俊足強肩の選手だったが打撃が弱く、一軍デビューはプロ6年目の1997年であった。
1998年オフに自由契約。
1999年に福岡ダイエーホークスへテスト入団する。
2000年にはプロ初安打を本塁打で記録するが、これがプロでの最初で最後の安打だった。
2002年には両打ちに挑戦するが一軍出場はなく、同年限りで現役を引退。

### 引退後
2005年から2007年まで、四国アイランドリーグ（現・四国アイランドリーグplus）の高知ファイティングドッグスのコーチをダイエー時代に同僚だった坊西浩嗣と共に務めた。当時の教え子には角中勝也がおり、近鉄時代の同期である中村から譲り受けたバットを使わせるなど打撃指導に尽力し後のプロ入りに繋げた。
2008年から同リーグの徳島インディゴソックスのコーチに就任。同年7月30日に成績不振の責任を取って退任の決まった白石静生監督の後を受け、8月1日より監督代行に就任、シーズン終了まで務める。
2009年シーズンからは専任コーチに復帰している。
2013年11月25日に6年間務めた徳島インディゴソックスのコーチを辞任し、退団。同時に愛媛マンダリンパイレーツの野手コーチへの就任が発表された。アイランドリーグの3球団で指導者を務めるのは、森山と同時に愛媛のコーチに就任した加藤博人とともに初めてとなる。
2015年に愛媛がリーグの年間総合優勝を達成したことで、リーグで指導した全球団で年間総合優勝を経験した。
2016年3月1日をもってコーチを退任した。アイランドリーグの発足以来続けてリーグに在籍していた指導者は、森山が最後の一人であった。
2016年3月より長崎国際大学硬式野球部のヘッドコーチに就任。
2019年よりヘッドコーチから昇格する形で同部の監督に就任。同年末に退任した。
その後は広島県福山市で野球教室運営に携わっている。
2025年より島根県内初の女子硬式クラブ・島根フィルティーズの監督を務める。

## 詳細情報

### 年度別打撃成績
| 年 度     | 球 団     | 試 合 | 打 席 | 打 数 | 得 点 | 安 打 | 二 塁 打 | 三 塁 打 | 本 塁 打 | 塁 打 | 打 点 | 盗 塁 | 盗 塁 死 | 犠 打 | 犠 飛 | 四 球 | 敬 遠 | 死 球 | 三 振 | 併 殺 打 | 打 率 | 出 塁 率 | 長 打 率 | O P S |
| --------- | --------- | ----- | ----- | ----- | ----- | ----- | -------- | -------- | -------- | ----- | ----- | ----- | -------- | ----- | ----- | ----- | ----- | ----- | ----- | -------- | ----- | -------- | -------- | ----- |
| 1997      | 近鉄      | 8     | 2     | 2     | 2     | 0     | 0        | 0        | 0        | 0     | 0     | 0     | 1        | 0     | 0     | 0     | 0     | 0     | 2     | 0        | .000  | .000     | .000     | .000  |
| 1999      | ダイエー  | 9     | 6     | 4     | 0     | 0     | 0        | 0        | 0        | 0     | 0     | 0     | 0        | 1     | 0     | 1     | 0     | 0     | 1     | 0        | .000  | .200     | .000     | .200  |
| 2000      | ダイエー  | 7     | 8     | 8     | 1     | 1     | 0        | 0        | 1        | 4     | 2     | 0     | 0        | 0     | 0     | 0     | 0     | 0     | 6     | 0        | .125  | .125     | .500     | .625  |
| 2001      | ダイエー  | 1     | 1     | 1     | 0     | 0     | 0        | 0        | 0        | 0     | 0     | 0     | 0        | 0     | 0     | 0     | 0     | 0     | 0     | 0        | .000  | .000     | .000     | .000  |
| 通算：4年 | 通算：4年 | 25    | 17    | 15    | 3     | 1     | 0        | 0        | 1        | 4     | 2     | 0     | 1        | 1     | 0     | 1     | 0     | 0     | 9     | 0        | .067  | .125     | .267     | .392  |

### 記録
- 初出場：1997年4月9日、対千葉ロッテマリーンズ2回戦（大阪ドーム）、9回裏に安部理の代走で出場
- 初先発出場：2000年10月8日、対オリックス・ブルーウェーブ25回戦（グリーンスタジアム神戸）、7番・左翼手として先発出場
- 初安打・初本塁打・初打点：2000年10月11日、対オリックス・ブルーウェーブ27回戦（グリーンスタジアム神戸）、9回表にカルロス・プリードから左越2ラン

### 背番号
- 91（1992年 - 1998年、2001年 - 2002年、2008年 - 2015年）
- 63（1999年 - 2000年）